# Philip Lane
Philip Thomas Lane (Cheltenham, 7 mei 1950) is een Brits componist, muziekpedagoog en musicoloog.

## Levensloop
Lane kreeg al als klein jongetje pianoles. Gedurende zijn schooltijd op de 'Pate's Grammar School for boys' kreeg hij ook orgelles. Toen was hij een bepaalde tijd ook koorbegeleider en begon eenvoudige stukken te componeren. Hij studeerde aan de Universiteit van Birmingham bij onder anderen Peter Dickinson en John Joubert. Alhoewel er weinig tijd voor compositielessen was, werden al eerste orkestwerken van hem door het BBC Midland Light Orchestra in de BBC Pebble Mill Studios in Edgbaston, een wijk van Birmingham uitgevoerd. Aan de universiteit ontwikkelde hij een grote belangstelling voor de werken van Lord Berners, eigenlijk: Sir Gerald Hugh Tyrwhitt-Wilson (1883–1950), een componist, kunstschilder en schrijver, waarover hij een thesis schreef.
Van 1975 tot 1998 leerde hij muziek aan het Cheltenham Ladies' College en gedurende deze periode ontving hij vele compositieopdrachten. In zijn vrije tijd werkte hij freelance componist vooral voor Londense muziekuitgevers. In 1993 werd hij uitgenodigd om te kijken na de nalatenschap van de componist Richard Addinsell (1904–1977). Hij schreef een radio-documentatie over het onderwerp en werd vervolgens gevraagd, om aan iets te beginnen, wat zich later tot een passie voor film- en filmmuziek zou ontwikkelen. Voor een cd met Addinsell's muziek was het noodzakelijk de filmmuziek van Goodbye, Mr. Chips uit 1939 bij te werken, alhoewel de partituur was verloren gegaan. Philip luisterde en luisterde naar de film weer en weer, uiteindelijk met het succes de partituur de reconstrueren. In het gevolg werd hem opgedragen om hetzelfde te doen voor de andere bekende films, zoals The 39 Steps en The Lady Vanishes. Zo reconstrueerde hij ook het bekende Warsaw Concerto van Addinsell. Hij ontwikkelde een grote vakbekwaamheid in het herstellen (reconstructie) van filmmuziek en restauratie van films en hij werd in verschillende BBC Radio 3 en 4 programma's over deze ervaringen geïnterviewd. Ook voor een aantal andere componisten herstelde hij de partituren van de filmmuziek, zoals voor Malcolm Arnold, Georges Auric, William Alwyn, Arthur Bliss, Francis Chagrin, Ernest Irving, Clifton Parker en Victor Young. Lane verliet Cheltenham Ladies' College in 1998 om zich te concentreren op het componeren en zijn film restauraties.
In november 2010 werd hij benoemd tot ere-doctor aan de Universiteit van Gloucestershire.
Als componist schreef hij werken voor verschillende genres.

## Composities

### Werken voor orkest
- 1972: Three Carols, voor orkest
  1. My dancing day
  2. De virgin Mary
  3. Deck the hall
- 1973: Cotswold Dances
  1. Seven Springs
  2. Badminton House
  3. Pittville Promenade
  4. Cleeve Idyll
  5. Wassail Song
- 1977: Celebration Overture, voor orkest
- 1978: Suite of Cotswold Folkdances, voor orkest
  1. Wheatley processional
  2. Constant Billy
  3. Brighton Camp
  4. Jockie to the fair
  5. Ladies of pleasure
  6. Princess Royal
- 1981–1990: Three Christmas Pictures
- 1982: A Maritime Overture
- 1983: A Spa Overture, voor orkest
- 1983: Sleighbell Serenade, voor orkest
- 1983: Three Wassail Dances, voor orkest
  1. Somerset Wassail
  2. Yorkshire Wassail
  3. Gloucestershire Wassail
- 1987: London Salute, voor orkest – gecomponeerd ter gelegenheid van het zestigjarig bestaan van de British Broadcasting Corporation
- 1990: Three Christmas Pictures, voor gemengd koor en orkest – tekst: Peter Lawson
  1. Sleighbell Serenade
  2. Starlight Lullaby
  3. Christmas Eve Waltz
- 1994: Divertissement, voor klarinet, harp en strijkorkest
- 2000: Diversions on a Theme of Paganini
- 2000: Suite ancienne, voor sopraanblokfluit en strijkorkest
  1. Intrada
  2. Courtly dance
  3. Minuet
  4. Revelry (Beau Brummel's Bath night)
- 2000: Three Nautical Miniatures, voor strijkorkest
- 2001: Pantomime, voor strijkorkest
- 2001: Three Spanish Dances, voor hobo (of klarinet) en orkest
  1. Malaguena
  2. Habanera
  3. Tango
- 2007: The Night before Christmas, voor spreker en orkest
- 2008: Lyric Dances, voor kamerorkest
- 2009: Another Night before Christmas, voor (twee) spreker(s) en orkest – tekst: Carol Ann Duffy
- 2009: The Christmas Story, voor orkest
- Overture on French Carols
- Prestbury Park

### Werken voor harmonieorkest of brassband
- 1975: Prestbury Park, voor brassband – ook in een versie voor harmonieorkest (1980)
- 1976: A Spring Overture, voor brassband
- 1979: Concertino, voor brassband
- 1980: Three Nautical Miniatures, voor brassband
  1. When the boat comes in
  2. Spanish Ladies
  3. Portsmouth
- 1982: Praeludium, voor brassband
- 1982: The Bluebell Line, voor brassband
- 1983: A Spa Suite, voor harmonieorkest – ook in een versie voor brassband
  1. Ceremonial prelude
  2. Promenade
  3. The pump room
  4. Regency rout
- 1983: Little Habanera, voor trombone en brassband
- 1983: Yodelling Brass, voor brassband
- 1989: Divertimento, voor brassband
- A Maritime Overture, voor harmonieorkest
- Aubade, voor brassband
- Cheeky Little Charleston, voor brassband
- Childs Play, voor brassband
- Scherzo-Fantasy, voor brassband

### Muziektheater

#### Ballet
| Voltooid in | titel             | aktes | première | libretto | choreografie |
| ----------- | ----------------- | ----- | -------- | -------- | ------------ |
| 2005        | Hansel and Gretel |       |          |          |              |

### Vocale muziek

#### Cantates
- 1981: Robin and the Greenwood Gang, cantate/musical voor bas, piano, trommen en een willekeurige combinatie van instrumenten – tekst: Philippa Frischmann en de componist

#### Werken voor koor
- 1975: A Babe is born, voor vrouwenkoor (SSA)
- 1975: A Spotless Rose, voor kinder- of vrouwenkoor
- 1975: Magnificat, voor gemengd koor
- 1975: Nunc Dimittis, voor gemengd koor
- 1976: Versicles, Responses, and the Lord's Prayer, voor gemengd koor
- 1977: Balulalow carol voor gemengd koor en orgel (of piano)
- 1977: Caribbean Chorale, voor gemengd koor en piano
- 1977: Joy to the world - a nativity sequence of 5 carols, voor vrouwenkoor (SSA) en piano (of orgel)
- 1977: There is no Rose, voor gemengd koor
- 1978: What sweeter music, carol voor gemengd koor (SSATBB) a capella – tekst: Robert Herrick
- 1980: American Lullaby, voor vrouwenkoor (SSA) a capella
- 1980: Lady Mary, voor tweestemmig kinder- of vrouwenkoor (SA) en piano
- 1980: The Lourdes Carol, voor vrouwenkoor en orgel
- 1980: The Huron Carol, voor vrouwenkoor, tom tom en piano – tekst: traditioneel lied van de Huron Indianen, Engelse vertaling: Philippa Frischmann
- 1983: Morning has broken ..., oude Gaelische melodie (ook getitild: Child in the manger voor vrouwenkoor (SSA) en piano – tekst: Eleanor Farjeon, Mary Macdonald, Engelse vertaling: Lachlan MacBean
- 1983: Four Seasonal Anthems, voor tweestemmig of unisono kinderkoor en orgel (of piano)
- 1983: Out of Your Sleep, voor vrouwenkoor en orgel (of piano)
- 1983: The Angel Gabriel, voor vrouwenkoor (SSA) a capella
- 1984: Amazing grace, voor driestemmig jongens- of vrouwenkoor en piano – tekst: John Newton
- 1985: The Salutation Carol, voor gemengd koor
- 1987: Five Shakespeare Lyrics, voor vrouwenkoor (SSA) en piano – tekst: William Shakespeare
  1. Where the bee sucks
  2. Tell me where is fancy bred
  3. Blow, blow, thou winter wind
  4. Full fathom five
  5. It was a lover and his lass
- 1993: Four Christmas Carols, voor unisono-/gemengd koor en piano (ook in een versie met orkestbegeleiding)
- 1998: Some rhymes of Lewis Carroll, voor vrouwenkoor (SSAA) en piano
  1. A game of fives
  2. The willow tree
  3. The gardener's nonsense song
  4. Solitude
  5. A song of love
- 2003: Four Shakespeare lyrics, voor vierstemmig gemengd koor, piano, twee dwarsfluiten, hobo (of sopraansaxofoon) en slagwerk – tekst: William Shakespeare
  1. Sigh no more (uit: Much Ado About Nothing)
  2. Fear no more the heat of the sun (uit: Cymbeline)
  3. Come away death (uit: Twelfth Night)
  4. Under the greenwood tree (uit: As You Like It)
- Angels from the Realms of Glory ..., carol voor gemengd koor – tekst: James Montgomery

#### Liederen
- 1972: Soliloquy IV, voor zangstem en geluidsband – tekst: Thomas Hood (1799–1845), "Sonnet: Silence"
- 1977: Caribbean Chorale, voor zangstem, dwarsfluit en piano – tekst: The Oxford Book of Carols
- 1987: It was a lover and his lass, voor zangstem en piano

### Kamermuziek
- 1989: Diversions on a Theme of Paganini, voor koperkwintet
- 1994: Divertissement, voor klarinet en piano

### Werken voor orgel
- 1978: A Wedding Album
- 1980: Contrasts

### Werken voor piano
- 1982: Leisure Lanes
- 1992: Bric-a-brac, 10 stukken
- Badinages, voor twee piano's
- Scherzo Burlesco, voor twee piano's

## Publicaties
- Reconstructing Film Scores op de internetpagina van "MusicWeb" 1998.